# Chemical Science
Chemical Science, скорочено Chem. Sci. — щотижневий рецензований науковий журнал, який видається Королівським хімічним товариством. Журнал засновано у 2010 році і  станом на 2023 рік містить 48 випусків на рік. Публікуються роботи з усіх галузей хімії. Провідний журнал Королівського хімічного товариства.  Журнал отримав нагороду «Найкращий новий журнал 2011» від Асоціації видавців наукових і професійних товариств.  Головний редактор — Ендрю Ян Купер (Ліверпульський університет).
З 2015 року журнал у відкритому доступі. 
Імпакт-фактор у 2020 році становив 9,825. Згідно зі статистичними даними ISI Web of Knowledge, у 2014 році журнал посів 22 місце серед 178 журналів у категорії Мультидисциплінарна хімія.

## Реферування та індексування
Журнал реферується та індексується за:
- Science Citation Index Expanded
- Current Contents/Physical, Chemical & Earth Sciences
- Chemical Abstracts Service
- Directory of Open Access Journals

## Див також
- Chemical Communications
- Chemical Society Reviews
- Nature Portfolio
  - Nature Reviews Chemistry
  - Communications Chemistry
  - Nature Chemistry
  - Nature Chemical Biology
  - Nature Catalysis
- American Chemical Society
  - Journal of the American Chemical Society
  - Chemical Reviews
- Royal Society of Chemistry
  - Green Chemistry
  - Physical Chemistry Chemical Physics
- Annual Reviews
  - Annual Review of Biochemistry
  - Annual Review of Analytical Chemistry